# Ставровский, Виктор Фёдорович
Виктор Фёдорович Ставровский (31 июля 1927 — ?) — советский хоккеист (вратарь) и футбольный нападающий.

## Биография
С 1948 по 1952 год был вратарем в хоккейном московском «Динамо». В составе команды становился серебряным и бронзовым призером чемпионата СССР. Всего за «бело-голубых» в подгруппе «А» провел 22 игры, из которых в одной Ставровский сыграл на ноль.. Одно время Ставровский конкурировал за место в составе «Динамо» с вратарём Львом Яшиным.
Помимо хоккея, Ставровский играл в футбол, где выступал на позиции нападающего. Играл за дубль московского «Динамо» (1949) и ивановское «Красное Знамя» (1951).

## Достижения
Хоккей с шайбой:
- Серебряный призёр чемпионата СССР: 1949/50, 1950/51.
- Бронзовый призёр чемпионата СССР: 1948/49.